# Pierre Peyrusson
Pierre Peyrusson (Limoges, 27 aprile 1881 – Montfaucon-d'Argonne, 16 settembre 1914) è stato un nuotatore francese.

## Carriera
Partecipò alle gare di nuoto ai Giochi olimpici di Parigi del 1900.
Prese parte alla gara dei 200 metri stile libero arrivando quinto in semifinale, con un tempo di 3'47"6, senza qualificarsi per la finale. Scese in acqua di nuovo per la semifinale dei 200 metri dorso, dove arrivò sesto, nuotando in 4'15"6. Inoltre partecipò alla gara di nuoto subacqueo, piazzandosi nono in finale, con 91.6 punti.